# Такаркунская кустарниковая танагра
Такаркунская кустарниковая танагра (лат. Chlorospingus tacarcunae) — вид воробьиных птиц из семейства Passerellidae. Другое название — Такаркунский дромник
Птицы обитают в субтропических и тропических горных влажных лесах, на высоте 850—1500 метров над уровнем моря, в Серро-Хефе (исп. Cerro Jefe) и Серро-Асул (Панама), в Серро-Бреустер (исп. Cerro Brewster) — на западе Куна-Яла, и Серрос-Мали и Такаркуна — в провинции Дарьен в Панаме, и на склонах Серро-Такаркуна (исп. Serro Tacarcuna) в северо-западном Чоко (Колумбия). Длина тела 14 см, масса около 18 грамм.